# Хужир (Джидинський район)
Хужир (рос. Хужир) — селище залізничної станції Джидинського району, Бурятії Росії. Входить до складу Сільського поселення Дирестуйське.
Населення — 31 особа (2015 рік).